# Castéra-Lanusse
Castéra-Lanusse ist eine französische Gemeinde mit 45 Einwohnern (Stand 1. Januar 2022) im Département Hautes-Pyrénées in der Region Okzitanien (vor 2016: Midi-Pyrénées). Sie gehört zum Arrondissement Tarbes und zum Kanton La Vallée de l’Arros et des Baïses.
Die Einwohner werden Castussais und Castussaises genannt.

## Geographie
Die Gemeinde Castéra-Lanusse liegt auf dem Plateau von Lannemezan, circa 19 Kilometer südöstlich von Tarbes.
Umgeben wird Castéra-Lanusse von den vier Nachbargemeinden:
|           | Ozon                                        |      |
| Lanespède | Kompassrose, die auf Nachbargemeinden zeigt | Burg |
|           | Bégole                                      |      |

## Einwohnerentwicklung
Nach Beginn der Aufzeichnungen stieg die Einwohnerzahl bis zur ersten Hälfte des 19. Jahrhunderts auf einen Höchststand von rund 175. In der Folgezeit sank die Größe der Gemeinde bei kurzen Erholungsphasen bis zu den 1980er Jahren auf 25 Einwohner, bevor eine Phase mit moderatem Wachstum einsetzte.
| Jahr      | 1962 | 1968 | 1975 | 1982 | 1990 | 1999 | 2006 | 2011 | 2022 |
| --------- | ---- | ---- | ---- | ---- | ---- | ---- | ---- | ---- | ---- |
| Einwohner | 34   | 34   | 32   | 25   | 30   | 32   | 33   | 45   | 45   |

## Wirtschaft und Infrastruktur

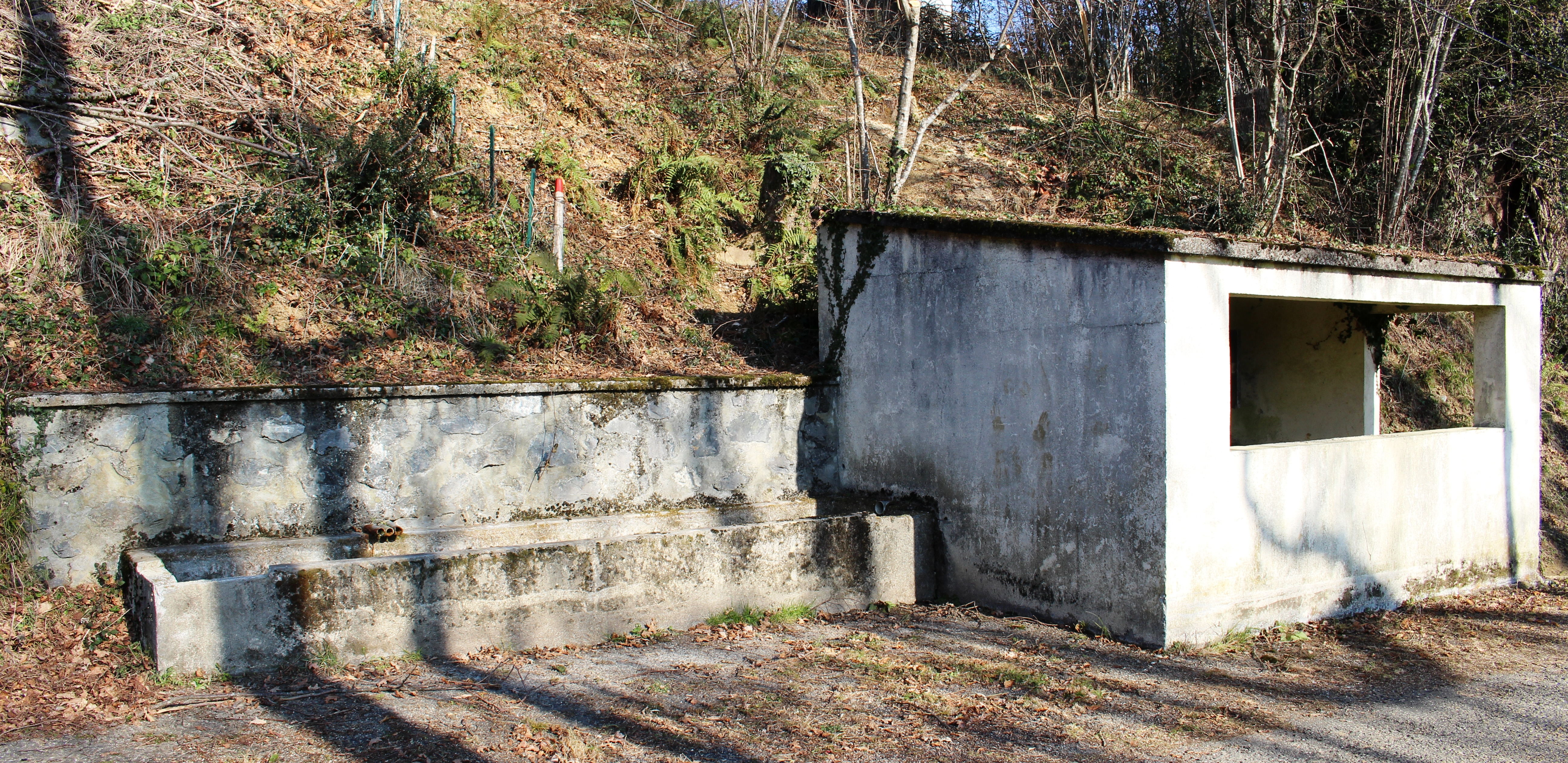
Ehemaliges öffentliches Waschhaus

Castéra-Lanusse liegt in den Zonen AOC der Schweinerasse Porc noir de Bigorre und des Schinkens Jambon noir de Bigorre.

### Verkehr
Castéra-Lanusse ist über die Routes départementales 134 und 511 erreichbar.